# Romualdo Arppi Filho
Romualdo Arppi Filho (7 tháng 1 năm 1939 – 4 tháng 3 năm 2023) là một cựu trọng tài bóng đá đến từ Brasil. Ông được biết đến là trọng tài bắt chính 3 trận đấu ở Giải vô địch bóng đá thế giới 1986 ở México, trong đó có Trận chung kết Giải vô địch bóng đá thế giới 1986 giữa hai đội tuyển Đức và Argentina. Argentina thắng trận đấu đó 3-2. Ông là trọng tài Brasil thứ hai bắt trận chung kết World Cup.